# With Teeth
With Teeth — музичний альбом гурту Nine Inch Nails.

## Список пісень
1. «All The Love In The World» — 05:15
2. «You Know What You Are?» — 03:41
3. «Collector» — 03:07
4. «The Hand That Feeds» — 03:31
5. «Love Is Not Enough» — 03:41
6. «Every Day Is Exactly The Same» — 04:54
7. «With Teeth» — 05:37
8. «Only» — 04:23
9. «Getting Smaller» — 03:35
10. «Sunspots» — 04:03
11. «Line Begins To Blur» — 03:44
12. «Beside You In Time» — 05:24
13. «Right Where It Belongs» — 05:04
14. «Home» — 03:14